# Jason Klein
Jason Robert Klein  (Dearborn, Míchigan, 25 de diciembre de 1976) es un exjugador de baloncesto estadounidense. Con 2.00 metros de estatura, su puesto natural en la cancha era el de alero. 

## Trayectoria
- High School. GrosseIle, Míchigan.
- 1995-99: Universidad de Míchigan State
- 1999-00: Cantabria Lobos
- 2000-06: Club Baloncesto Gran Canaria
- 2006-07: Tenerife Club de Baloncesto
- 2007-08: Lucentum Alicante